# Apolinary Kątski

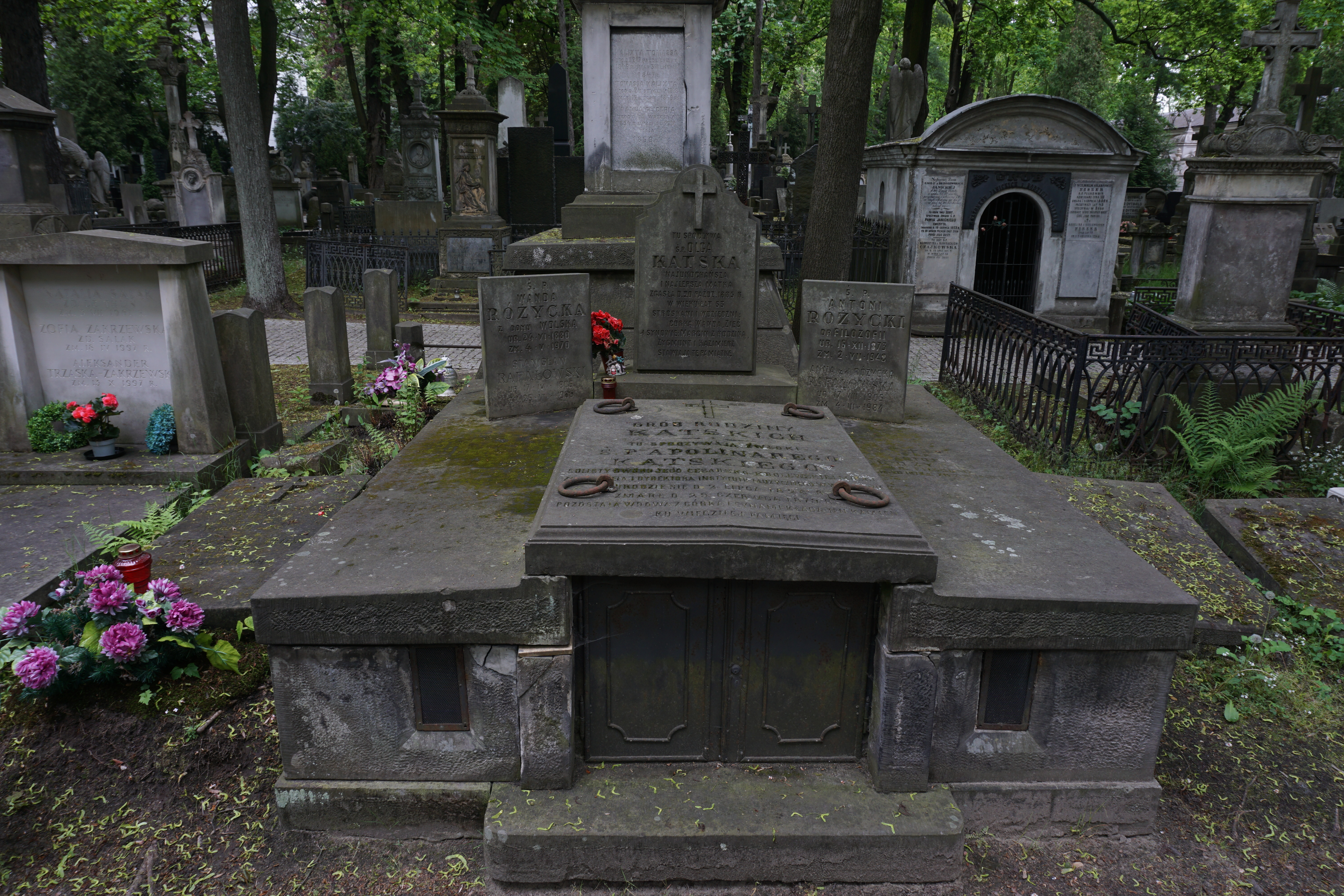
Grób Apolinarego Kątskiego na cmentarzu Powązkowskim

Apolinary Kątski (ur. 2 lipca 1824 w Warszawie, zm. 29 czerwca 1879 tamże) – polski skrzypek, kompozytor i pedagog muzyczny; w 1861 założył Instytut Muzyczny w Warszawie.

## Życiorys
Data urodzenia skrzypka przez wiele lat nie była dokładnie znana. W literaturze przedmiotu funkcjonowało kilka terminów, m.in.: 23 października 1825 czy 2 lipca 1826 roku. Na miejsce narodzin wskazywano zaś Warszawę, Kraków lub Poznań. W 2018 roku odnaleziono metrykę chrztu Kątskiego, ustalając miejsce i datę urodzenia polskiego skrzypka: Warszawa, 2 lipca 1824 roku.
Apolinary Kątski pochodził z rodziny muzyków. Jego ojciec Grzegorz (1778–1844) był skrzypkiem amatorem, bracia Antoni i Stanisław pianistami, brat Karol - skrzypkiem, zaś siostra Maria Eugenia w młodości koncertowała jako śpiewaczka.
W 1827 roku rodzina Kątskich wyruszyła w pierwszą podróż artystyczną, odwiedzając Lwów, Wilno, Mitawę (obecnie Jegława) i Petersburg. W wieku pięciu lat Apolinary wystąpił jako cudowne dziecko na dworze carskim w Petersburgu. Następnie udał się z rodziną do Moskwy. Z powodu panującej wówczas epidemii cholery podróż trwała nader powolnie. Opuściwszy Moskwę w lipcu 1830 r. udali się do Lwowa, gdzie spędzili cały rok - do Krakowa przybyli w październiku 1831 r. We Lwowie spotkali się z m.in. z Karolem Lipińskim. 
W latach 1861–1879 był dyrektorem oraz nauczycielem wyższej klasy skrzypiec (jego uczniem był m.in. Konstanty Gorski) tej uczelni, przemianowanej w 1919 roku w Państwowe Konserwatorium Muzyczne. Karierę muzyczną rozpoczął w wieku 4 lat, początkowo pod okiem ojca - Grzegorza Kątskiego, a następnie Niccolò Paganiniego. Koncertował m.in. w Petersburgu, Wiedniu, Paryżu i Londynie (m.in. w czasie uroczystości koronacyjnych królowej Wiktorii w 1837 r.). W latach 1853–1859 był solistą dworu carskiego w Sankt Petersburgu. Pochowany na cmentarzu Powązkowskim (kwatera 16-2-9/10).

## Ważniejsze kompozycje
- Wielka fantazja na motywach z opery „Łucja z Lammermoor” op. 2
- Kaprys charakterystyczny „Kaskada” op. 3
- Mazur sielankowy op. 4
- L’echo caprice-étude op. 5
- Le rêve d’une jeune châtelaine op. 6
- Le départ du Chevalier op. 11
- Six caprices-études artistiques op. 16
- Reminiscences op. 18, walc